# Don Weston
Pour les articles homonymes, voir Weston.
Don Weston, de son nom complet Donald Patrick Weston, est un footballeur anglais né le 6 mars 1936 à Mansfield et mort le 20 janvier 2007 dans la même ville. Il évoluait au poste d'avant-centre et a joué pour plusieurs clubs anglais, notamment Leeds United, Wrexham, et Birmingham City.

## Biographie
Don Weston commence sa carrière à Leeds United mais ne signe pas de contrat professionnel avec le club. Après avoir effectué son service militaire dans un camp de l’armée au nord du pays de Galles, il est repéré par le club de Wrexham en Troisième Division et signe son premier contrat professionnel en 1958.
Il se fait rapidement remarquer en marquant 21 buts en 42 apparitions pour Wrexham, ce qui lui permet de rejoindre Birmingham City en 1960 pour 15 000 £. Toutefois, son passage à Birmingham est de courte durée, avec seulement 3 buts en 23 matchs. Il dispute la finale de la Coupe des villes de foire 1958-1960.
Il est ensuite transféré à Rotherham United pour 10 000 £, où il marque 23 buts en 74 matchs et aide son équipe à atteindre la finale de la Coupe de la Ligue en 1961.
En 1962, Don Revie le recrute à Leeds United, où il fait un bon début en inscrivant un triplé lors de son premier match à domicile contre Stoke City. Cependant, sa carrière à Leeds est éclipsée par l’arrivée de nouveaux talents comme Jim Storrie (en) et Alan Peacock, et il quitte le club en 1965 pour rejoindre Huddersfield Town.
Weston retourne à Wrexham en 1966, où il retrouve une bonne forme, inscrivant 19 buts en 42 matchs. Il finit sa carrière professionnelle en jouant pour Chester et Altrincham, avant de se retirer dans le football amateur avec Bethesda Athletic (en).
Au total, il dispute 41 pour 2 buts marqués en première division anglaise. En compétitions européennes, il dispute 2 rencontres pour aucun but marqué en Coupe des villes de foires.

## Palmarès
Leeds United
- Football League Second Division :
  - Vainqueur : 1963-64.

 Birmingham City
- Coupe des villes de foires :
  - Finaliste : 1958-1960.